# Percival Goodhouse
Percival Goodhouse (1752 - 2 de agosto de 1774) fue uno de los primeros pacientes ingresados al Hospital público para personas insanas y desordenadas en Williamsburg, Virginia, después de su inauguración el 12 de octubre de 1773. Un esquizofrénico paranoico, Goodhouse escapó del asilo poco después de su ingreso y huyó al Palacio del Gobernador en Williamsburg. Fue encontrado en el laberinto del jardín del Palacio, agarrando un cuchillo de grandes dimensiones. Goodhouse fue juzgado y condenado por intentar asesinar al gobernador (John Murray, Lord Dunmore) y fue ahorcado el 2 de agosto de 1774. Su cuerpo fue dejado a pudrirse en un campo más allá del campus de la universidad. Los estudiantes a menudo descubrían sus restos como una broma.
Varios casos de supuestos avistamientos de fantasmas en el laberinto del jardín han sido atribuidos a Goodhouse. Un relato describe el encuentro de un estudiante de la Universidad de William & Mary con un par de pies "blancos, de color leche, transparente" que desapareció tras un examen más detenido. Otra historia, de acuerdo al asesinato de una estudiante en la década de 1969, han sido asociados equivocadamente con Goodhouse.